# مجيد العلي
مجيد العلي (1933-2014) ملحن وتدريسي ولد في البصرة- التنومة مركز قضاء شط العرب، اكمل دراسته الابتدائية في مدرسة الكردلان الأبتدائية وأكمل الدراسة المتوسطة والثانوية عام 1956 في الإعدادية المركزية بالعشّار. وهو أول من أسس فرقة نادي الاتحاد الموسيقية (1953) وأسس فرقة نادي الميناء الموسيقية (1960) وأسس فرقة نقابة الموانئ الموسيقية (1971) وفرقة نقابة الفنانين (1974) وأسس وترأس فرقة البصرة للفنون الشعبية (1976) وأسس وترأس فرقة تلفزيون البصرة عام (1983)، ومن أعضاء جمعية الموسيقيين العراقيين، وعضو في نقابة الفنانين العراقيين، وعضو الهيئة التحضيرية لنقابة الفنانين في البصرة، وهو معد ومقدم البرنامج التلفزيوني (مواهب من الجنوب) والبرنامج التلفزيوني (عالم النغم).
وشارك في المهرجانات الموسيقية في الاتحاد السوفيتي (روسيا حاليا)، تونس، ألمانيا، الجزائر، العلي عمل أيضا محاضراً لمادة الموسيقى في معهد الفنون الجميلة بالبصرة، وخبيراً موسيقياً، ومحاضراً في كلية الفنون الجميلة في محافظة بالبصرة. اصيب بالجلطة الدماغية وتوفي العلي على اثرها في مستشفى الموانئ.

## حياته
ولد من عائلة متوسطة وعاش في منزل بسيط، والده يعمل في سلك الشرطة وتدرج إلى أن وصل إلى رئيس عرفاء والعائلة مكونة من 5 افراد.
كان الشخص الذي أثر في حياته الفنية أبلغ التأثير هو اخيه الأكبر «فرحان» ولم يؤثر به في الجانب الدراسي وأنما في الجانب الفني كان فناناً يجيد العزف على آلة العود ويحمل بذاكرته خزين من القصائد والأغاني لكبار المطربين العرب والعراقيين ويكبره بحوالي سبع سنوات، كان لدى اخيه فرحان فرقة اسمها فرقة الخشابة، ففي الخمسينيات من القرن المنصرم، شكل فرقته (فرقة الخشابة) وكانت تضم الحاج عبد الزهرة النجم والد المطرب رياض احمد، جاسم بدر بحيث كانت تضم فنانين من التنومة ومن الصالحية ومن جبيله ومن العشار، في الخمسينيات انتقل إلى منطقة الموفقية ثم إلى دور شركة نفط البصرة لانتقال عمل اخيه من البدالة إلى شركة النفط، بعد ان اكمل دراسته الاعدادية المركزية اتجه إلى تشكيل مع مجموعة من الاصدقاء فرقة نادي الاتحاد (نادي الاتحاد مؤسسة رياضية كان مقرها في مدرسة الأميركان).

## مسيرته المهنية
صدر أمر تعينه في مصلحة الموانئ سنة 1956، في الفاو في قسم الحسابات، وفي الفاو تعرف على أحد مدرسين في تعليم الموسيقى مستر داودلنك وهو مهندس أيرلندي كان يعمل على الحفارة لكري شط العرب لتسهيل دخول السفن الكبيرة، حيث علمه قراءة وكتابة النوتة الموسيقية وعلمه العزف على آلة العود. بقي موظفاً في الفاو من سنة تعينه عام 1956 إلى ما بعد ثورة 14 تمو ثم عاد إلى ميناء المعقل، وفي هذه الفترة نشطت الحركة الفنية في اندية الموانئ حفلات وحضور متميز لبعض المطربين من بغداد لاحياء تلك الحفلات وتزامن معها تشكيل فرقتين فرقة مسرحية وفرقة موسيقية في هذه الفترة الزمنية في العام 1956 تشكلت (فرقة الموانئ): لويس توماس، حميد البصري، خليفه امان عبد السلام، عبد الحسن تعبان، فريد والتر، فؤاد سالم واالذي أسمه الفني فالح حسن ثم انتلقو إلى نادي الميناء. عندما انشأ تلفزيون البصرة كان مرتبطاً بتلفزيون بغداد ولكن لساعات قليلة، في العام 1976 صدر أمر بتشكيل فرقة البصرة للفنون الشعبية وذلك لتوسيع الأهتمام بالتراث الموجود في البصرة، حيث كانت فرقة بغداد للفنون الشعبية تقدم جزء من تراث البصرة وتراث كركوك والموصل، بعدها أخذ المسؤولون عن الحركة الفنية الأهتمام بالتراث، فطلبوا ان يوسعون بالفرق المتخصصة ضمن كافة المحافظات ومن ضمنها فرقة البصرة للفنون الشعبية وهكذا أنشأت هذه الفرقة وعين هو رئيساً لها، من خلال هذه الفرقة تحققت لهم سفرات إلى خارج العراق ففي سنة 1976 اقاموا عرض في تونس.

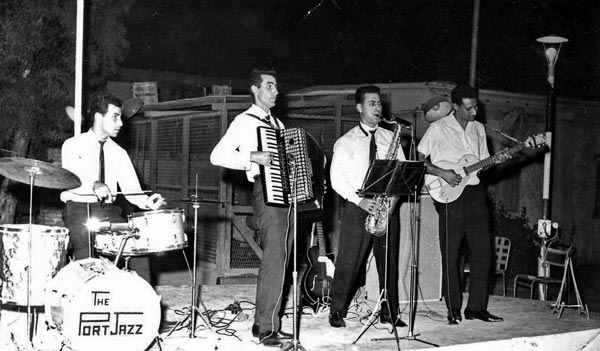
مجيد العلي في حفلة موسيقية

من خلال عمله في تلفزيون البصرة اسند له برنامجين الأول، برنامج (عالم النغمة)، والذي كان من اعداده وتقديمه واخراج احسان السامرائي، وصلاح كرم أخرج البرنامج في الدورة الثانية، وهو برنامج ثقافي في مجال الثقافة الموسيقية، ثم تبنى برنامج (مواهب من الجنوب) وكان يقوم على أعداده أيضا، قدمه كلاً من صلاح كرم وجنان ووجدان، من خلاله يتم البحث عن الطاقات الغنائية والموسيقية في مجال الفن حتى يتم ابرازها وتقديمها من خلال هذا البرنامج لتسليط الاضواء عليهم، كانت الفرقة الموسيقية المشاركة (في دورة البرنامج الأولى) في العزف، هي فرقة الموانئ الموسيقية التي انشاؤها سابقاً، وفرقة نقابة الفنانين الموسيقية التي أنشاوه عندما تم تأسيس فرع النقابة في البصرة، حيث شاركت هذه الفرقة في البرنامج في دورته الثانية، وكان من بين اعضائها، عازف القانون فالح حسن وعازف الكمان علي طالب، ومن الشخصيات الفنية التي برزت من خلال هذا البرنامج، عازف الكيتار الفنان بيرج الذي شارك فيما بعد في العزف ضمن الفرقة الموسيقية لكاظم الساهر عندما قدم كاظم عروضه الغنائيه في لبنان، وكذلك الفنان علي جوده في الغناء، وقد نجح علي جوده وتميز في البرنامج، حقيقةً ان البرنامج حقق نجاحاً منقطع النظير. توقف الفنان مجيد العلي عن العمل في تلفزيزن البصرة بسبب اشتداد المعارك في الجبهة الجنوبيه أثناء الحرب الايرانية العراقية، والتي اندلعت في أيلول/سبتمبر/1980، مما ارغمته ظروف الحرب إلى تحويل نشاطه إلى دائرة النشاط المدرسي في الديوانية، وفي العام 1988 عاد إلى البصرة وعين محاضر في معهد الفنون الجميلة، وفي بداية العام 2003 صدر أمر تعينه كخبير في كلية الفنون الجميله - قسم الفنون الموسيقية - وليدرس ايضاً (ماده التراث الموسيقي، وآلة العود، والإنشاد، والتذوق الموسيقي)  أضافة إلى تكليفه برئاسه فرقة كلية الفنون الجميله. والفنان مجيد العلي رسام أيضا.

## أعماله
| اسم الاغنية       | السنة | اسم الشاعر     | الاداء            | التسجيل  | الناقل                |
| ----------------- | ----- | -------------- | ----------------- | -------- | --------------------- |
| على درب الهوى     | 1964  | صابر خضير      | أمل خضير          | سجلت     | لإاذاعة بغداد         |
| ليش إتكول         | 1965  | كريم خليل      | عبد الجبار البصري | سجلت     | لإاذاعة بغداد         |
| بعد ما اريد       | 1966  | كريم خليل      | عبد الجبار البصري | سجلت     | لإذاعة بغداد          |
| الوجن             | 1968  | إبراهيم الشمسي |                   | سجلت     | لإذاعة وتلفزيون بغداد |
| التنومة           | 1968  | إبراهيم الشمسي |                   | المجموعة | لإذاعة وتلفزيون بغداد |
| إنعيمة            | 1967  | إبراهيم الشمسي | جعفر حسن          | سجلت     | لإذاعة بغداد          |
| إعيوني إبني       | 1967  | حسن الخزعلي    |                   | سجلت     | لإذاعة بغداد          |
| خداع              | 1970  | إبراهيم الشمسي | جنان ماجد         | سجلت     | لإذاعة بغداد          |
| ابو بلم عشاري     | 1970  | علي العضب      | فؤاد سالم         | سجلت     | لإذاعه وتلفزيون بغداد |
| دواغ الفرح        | 1970  | فائق الخالدي   | مائدة نزهت        | قدمت     | حفلة لتلفزيون بغداد   |
| هاك الرسايل       | 1970  | إبراهيم الشمسي | جنان ماجد         | قدمت     | حفلة لتلفزيون بغداد   |
| مكاتيب            | 1984  | كريم خليل      | مهدي كاظم         | قدمت     | تلفزيون بغداد         |
| بيت الأحباب       | 1984  | كريم خليل      | عارف محسن         | قدمت     | تلفزيون البصرة        |
| أهلا وسهلا بيك    | 1984  | إبراهيم الشمسي |                   | سجلت     | تلفزيون بغداد         |
| كون التريدة الروح | 1984  | إبراهيم الشمسي |                   | سجلت     | تلفزيون بغداد         |
| الشاهد الله       | 1984  | علي إنكيل      | سهى               | سجلت     | تلفزيون بغداد         |
| عيونك بحر         | 1984  | علي إنكيل      | مهدي كاظم         | سجلت     | تلفزيون البصرة        |
| مرة طاوعني        | 1984  | علي إنكيل      | خليل علي          | سجلت     | تلفزيون البصرة        |
| عربية             | 1985  | كريم خليل      | فرقة اتحاد النساء | قدمت     | مهرجان بغداد          |
| عندك سهلة         | 1985  | علي إنكيل      | مهدي كاظم         | سجلت     | تلفزيون بغداد         |
| لا تبتعد          | 1985  | داود الغنام    | حبيب الدروكي      | سجلت     | تلفزيون البصرة        |
| مرك حلو           | 1985  | داود الغنام    | ذكرى              | سجلت     | تلفزيون البصرة        |
| يا دنية           | 1985  | طاهر سلمان     | ذكرى              | سجلت     | تلفزيون البصرة        |
| مغدورة            | 1985  | طاهر سلمان     | محمد رجب          | سجلت     | تلفزيون البصرة        |
| أمرك عجب          | 1985  | طاهر سلمان     | رجاء              | سجلت     | تلفزيون البصرة        |
| دني البلم         | 1985  | سلمان الجميلي  | نوفل عبد الجليل   | سجلت     | كاسيت                 |

إضافة إلى مجموعة من الأناشيد والاغاني الوطنية.
| إسم العمل                 | السنة | إسم الشاعر / المؤلف                | الاداء                                             | جهة التقديم               | ملاحظات                                            |
| ------------------------- | ----- | ---------------------------------- | -------------------------------------------------- | ------------------------- | -------------------------------------------------- |
| مسرحية هبط الملاك في بابل | 1967  | نص عالمي                           | فرقة ثانوية المعقل للبنات                          | قاعة البهو لإدارة المحلية | إخراج محمد مهيب                                    |
| أوبريت دواغ الفرح         | 1967  | فائق الخالدي                       | فرقة ثانوية المعقل للبنات والفرقة الموسيقى للموانئ | قاعة ثانوية المعقل للبنات | تسجيل لصالح تلفزيون البصرة                         |
| أوبريت افراح الموانئ      | 1968  | صابر خضير                          | فرقة الموانئ الموسيقية والمسرحية                   | قاعة نادي الميناء الرياضي | تسجيل لصالح تلفزيون البصرة                         |
| أوبريت نيران السلف        | 1970  | إبراهيم الشمسي و كريم راضي العماري | فرقة الموانئ الموسيقية والمسرحية                   | قاعة الخلد                | تسجيل لصالح تلفزيون بغداد (إخراج جبار صبري العطية) |
| مسرحية الاميرة القبيحة    |       | نص عالمي                           | تقديم معهد الفنون الجميلة الجميلة / البصرة         | قاعة البهو لإدارة المحلية | إخراح قاسم علوان                                   |
| مسرحية ذنوب في المرآة     |       | جبار صبري العطية                   | تقديم معهد الفنون الجميلة الجميلة / البصرة         | قاعة البهو لإدارة المحلية | إخراج وعد سالم                                     |

| إسم العمل    | نوع العمل      | السنة | جهة الانتاج                                                    |
| ------------ | -------------- | ----- | -------------------------------------------------------------- |
| ليالي البصرة | معزوفة موسيقية | 1956  | سجلت لإذاعة وتلفزيون بغداد                                     |
| الشاطئ       | معزوفة موسيقية | 1970  | لم تسجل                                                        |
| جي مالي والي | معزوفة موسيقية | 1970  | لم تسجل                                                        |
| الهابشات     | لوحة تعبيرية   | 1977  | فرقة البصرة للفنون الشعبية وقدمت في مهرجانات داخل وخارج العراق |
| الملايات     | لوحة تعبيرية   | 1977  | فرقة البصرة للفنون الشعبية وقدمت في مهرجانات داخل وخارج العراق |
| السامري      | لوحة تعبيرية   | 1977  | ايضا                                                           |
| البصرة       | لوحة تعبيرية   | 1977  | ايضا                                                           |

| إسم القصيدة  | السنة | إسم الشاعر        | ملاحظات                               |
| ------------ | ----- | ----------------- | ------------------------------------- |
| مكلبة الكلوب | 2001  | ثامر سعيد آل غريب | لم تسجل                               |
| عين القلادة  | 2001  | د.صدام الآسدي     | لم تسجل                               |
| ام شناشيل    | 2002  | علي الإمارة       | لم تسجل                               |
| إنتماءآت     | 2002  | محمود البريكان    | لم تسجل                               |
| رحيل بلا غدر | 2002  | حسين عبد اللطيف   | لم تسجل                               |
| بلا جدوى     | 2003  | عبد الستار العاني | عن مأساة اغتيال الشاعر محمود البريكان |

## قائمة المراجع
1. 1 2 3 4 5 6 7  "مركز الوتر السابع للفنون والتنمية المستدامة". www.watar7.com. مؤرشف من الأصل في 2021-06-06. اطلع عليه بتاريخ 2021-06-06.
2. ↑  "المربد". https://www.almirbad.com/Home. المربد. 21/07/2014. مؤرشف من الأصل في 7 يونيو 2021. {{استشهاد ويب}}: تحقق من التاريخ في: |تاريخ= (مساعدة) وروابط خارجية في |موقع= (مساعدة)
3. ↑  "مجيد العلي". الناقد العراقي. مؤرشف من الأصل في 2016-08-14. اطلع عليه بتاريخ 2021-06-07.
4. 1 2  "مركز الوتر السابع للفنون والتنمية المستدامة". www.watar7.com. مؤرشف من الأصل في 2021-06-06. اطلع عليه بتاريخ 2021-06-07.